# Национальная французская ложа
Национальная французская ложа (НФЛ, фр. Loge Nationale Française) — французская великая ложа, принадлежащая к традиционному масонству, которая развивает концепцию «свободного традиционного масонства». Она образовалась в 1968 году в результате раскола с Великой традиционной и символической ложей Опера.

## История
Национальная французская ложа является федерацией масонских лож во Франции. Она была основана 26 апреля 1968 года. В этот день три ложи, имевшие регулярные патенты создания, объединились, чтобы основать новое масонское послушание, получившее название — «Национальная французская ложа». Эти ложи собрались в Париже. Первая из них — «Жан-Теофил Дезагюлье», работала, как по Исправленному шотландскому уставу, так и по Традиционному французскому уставу. Эта ложа вошла в реестр нового послушания под № 1. Отличительным названием второй ложи-основательницы было «Джеймс Андерсон». Она находилась на востоке Лилля и работала по Традиционному французскому уставу. И третья ложа — «Верность», находившаяся на востоке Парижа практиковала Ритуал Эмулейшн. Эти три ложи были созданы в «Великой французской национальной ложе — Опера», которая в 1982 году изменила название на Великая традиционная и символическая ложа Опера.

## Уставы практикуемые в НФЛ
Одной из главных особенностей Национальной французской ложи является рекомендуемая для каждого брата практика следующих трёх уставов: Традиционный французский устав (или Французский современный восстановленный устав), Исправленный шотландский устав и Ритуал Эмулейшн. По состоянию на декабрь 2012 года НФЛ объединяла 300 масонов в 17 ложах, и 9 учебных и исследовательских лож. Эти учебные и исследовательские ложи имеют единственную цель — углубить изучение исторических источников и основ масонской традиции.
В отличие от многих послушаний, НФЛ культивирует свою небольшую численность и практикует оригинальное масонство, поскольку имеет уменьшенную административную структуру. Поскольку НФЛ принимает мало новых членов, она оставляет другим своим масонам возможность привлекать почётных и уважаемых кандидатов в свои ряды.
В марте 2015 года члены Национальной французской ложи основали Национальную французскую смешанную ложу (НФСЛ), которая независима от НФЛ, но состоит в тесной дружбе с ней и придерживается её целей и принципов. 21 апреля 2018 года, сохраняя свои собственные организации, НФЛ и НФСЛ объединились, чтобы основать «Объединенные национальные французские ложи» (ОНФЛ).

## Место на французском масонском ландшафте
Национальная французская ложа является членом ассоциации «Французское масонство», основанной 20 февраля 2002 года в Париже. В рамках этой группы она также входит в Институт масонства Франции (ИМФ), который был основан в октябре 2002 года. Его главная цель — дать возможность заинтересованной общественности открыть культурные и этические ценности масонства посредством исторического, литературного и художественного наследия. Таким образом, ИМФ представляет собой точку сближения для исследователей и специалистов по масонологии, которые представляют свои научные работы независимо от существующих послушаний.